# 广西人
广西人，是指世代居住在广西壮族自治区的各民族，包括世居的汉族和壮族等民族。汉族主要操的方言是西南官话和粤语，壮族大部分会说壮语，同时也会西南官话或广东的粤语等漢語。
古代著名人物：
- 趙觀文：唐代乾寧二年（ 公元八九五年）狀元，桂省首名狀元

- 儂智高：南宋民變領袖

近現代著名人物:
- 梁小中： 廣西貴縣人，學者，主要著作有《廣東話趣談》及《 廣東話再譚》等等。
- 徐松石：牧師、民族史專家
- 栗明鮮：華僑史專家
- 歐陽夏丹：中國大陸中央臺女主播
- 韋唯：中國大陸優秀歌唱家